# アフリカのサラリーマン
『アフリカのサラリーマン』は、ガムによる日本の漫画作品。pixivコミック内『ジーンピクシブ』（KADOKAWA）にて2014年12月26日より連載中。略称は「アフサラ」。

## 登場人物
声はWebアニメ / テレビアニメ版の声優。特記無き場合はテレビアニメ版。

### 主要人物
ライオン
声 - 藤沼建人 / 大塚明夫（朗読劇でも担当）
本作の主人公。アフリカの大手企業で働く中間管理職のサラリーマン。温厚でマイペースな性格。年齢的な体力の衰えと年頃の愛娘との関係に悩みつつも、日々仕事を頑張っている。緊張したりすると獲物を狙う肉食獣のような精悍な雰囲気になるため、接した相手に恐怖感を与えてしまうことも多く、面接官として面接を担当した時は緊張で圧迫面接と言わんばかりに恐い顔になった（本人は和やかなムードで質問しているつもりである）ライオンに恐れをなして逃げ出す就活生が続出した。トカゲやオオハシからは「ライオン先輩」と呼ばれている。甘党らしく、作中では好くアイスクリームやプリンなどの甘いものを口にしている。
トカゲ
声 - 辻井健吾 / 津田健次郎（朗読劇でも担当）
真面目な性格でサラリーマンとしての意識も高い。その反面冗談が通じにくく、オオハシによく振り回されるが、逆襲のチャンスを得たら強烈な仕返しをすることも多い。また、ライオンの子育てのアドバイスを真に受けたり、綺麗に脱皮した等身大の皮にスーツを着せて皆に見せる為に社内に置いておくなど、天然な一面もある。女子高生からも一目置かれるイケメンだが既婚であり、妊娠中の妻がいる。トカゲなので尻尾が切れても再生する。変温動物の為常習的にライオン先輩のタテガミに何かと理由をつけてぬくもりを求めて抱きつく。
オオハシ
声 - 伊藤節生 / 下野紘（朗読劇でも担当）
不真面目な性格のお調子者で、何事も勢いとノリで乗り切る。実質的にはアフリカ出身ではない。ライオンやトカゲと違い独身で、今のところ結婚願望もない。実は様々な女性と関係を持って何股もしており、浮気がバレないよう彼女毎に複数のスマホを使い分けている。しかも、ニアミスで彼女同士の修羅場が発生しても止めるどころか見て楽しんでいるなど、絵に描いたようなクズ男である。
カメ社長
声 - 木内太郎 / 石田彰
ライオンらが勤めている会社の社長。何かと自身の金持ち振りを誇示したがり、頭上に札束を乗せていることが多い。社員らを「社畜のみなさん」と呼んで見下すような態度・言動を見せたり、思い付きで難題を吹っ掛けて来るため、人望は薄い。
シシ村
声 - 佐藤はな / 喜多村英梨
ギャルのような女子高校生。一人称は「あーし」。実はライオンの娘であり、父親からは大事な一人娘としてかわいがれているが、最近は親子の仲が良くないようで何かある度に親子喧嘩に発展するため「娘から嫌われている」とライオンの悩みの種になっている。
ゴリ美
声 - 真野あゆみ / 小倉唯
ギャルのような女子高校生。一人称は「あちし」。筋肉質であり､朝に筋トレをする等して普段から遅刻しており、成績も悪い。
殺傷ハムスター
声 - 木野日菜
いつも2本の包丁を両手に持ち、大変乱暴で神出鬼没。よくライオンらの会社に現れる。
カラカル
声 - 神谷浩史
人事部に所属。物事には準備万端かつ慎重に臨むタイプだが､トラブルを避けきれない動物好し（お人好し）。ライオンとは同期にあたる。就活の最終面接に向かう途中、子供達にいじめられていたカメ社長をライオンとともに助け、面接には遅刻したが社長に気に入られたためライオンと一緒に採用された。なお、社長をいじめていた子供達の中にはオオハシもいたが、当事者全員その事実を忘れていた。
ラーテル
声 - 鈴木達央（朗読劇でも担当）
ライオンらの隣の部に所属する社員。ライオンとカラカルの同期。世界一怖いもの知らずな動物としてギネスブックにも載っている。  高卒で、気性が荒く喧嘩っ早い性格であり、ヤンキーがそのまま会社員になった印象である。象の群れに突っ込んで潰されたこともあったが、翌日には何事もなかったかのように出社する程のタフさを持っている。また、「婚活」を何かの戦いと勘違したり、プロフィールの職業・年収・趣味の欄にそれぞれ「えらい・つよい・ギネス」と記入する等おつむはかなり弱い。
ミツオシエ
声 - 河西健吾（朗読劇でも担当）
ライオンらの隣の部に所属する社員で、ラーテルの部下。他人の不幸やいがみ合いを見て喜びを感じる歪んだ性格の持ち主で、国立大出身だが、高卒で乱暴で無能な上司であるラーテルにこき使われてストレスを溜め込んでおり、社内で非常に陰湿な嫌がらせをして発散している。
ツル
声 - 斉藤壮馬
日本から来た新入社員。忍者の家系であり、隠れ身の術、分身の術を扱える。人前では無口であり、持ち札を使って意思疎通するが、誰もいない所では普通に声を出す。社内で手裏剣を投げたりまきびしを撒いたり、休日には自宅で爆弾を作るというかなり危ない奴である。

### その他の登場人物
モケーレ・ムベンベ
声 - 白石稔
アフリカに生息するUMA。カメ社長からライオン達に探し出してほしいと依頼される。遠目から見ると首長竜のように見えるが、首に見える箇所が突起物でその下に顔があるとと言う奇妙な見た目をしている。すばしっこく中々捕まらなかったが、オオハシが落とした財布に気を取られている隙に捕獲された。
実は総務の社員であり、体調を崩して休んでそのまま逃げ出しており、会社へと連れてかれた時は発狂した（噂によると、総務はスーパーブラックらしい）。
メロン熊
声 - 伊東健人
顔がメロンになった熊。実際に北海道夕張市のゆるキャラであり、アニメ第4話にて、ライオンの大学時代の後輩として登場。
大学卒業後は悠々自適なニート生活を送り、毎日地元の昼張メロンを盗み食いした末にこの姿に変貌。その後、盗み食いから市の職員に捕まったが、罪を見逃す代わりに市のゆるふわキャラとして働けと言われて、働いている。
ペン三郎
声 - 福山潤
帽子を被ったペンギンでプロ野球のゆるキャラを務めている。アニメ第4話にて、オオハシの友人として登場。
ゲスキャラとして売っているが、すべては金のためである。普段は子供からお菓子を奪ったり、週に4回スロットを打ちにいくなど、周囲が引いてしまうような姿をさらけ出している。
りんごウサギ
声 - 杉田智和
ウサギとりんごが一緒になったゆるキャラであり、アニメ第4話にて、トカゲの高校時代の友人として登場。
高校時代は『ウサ男』という名前で陰気な性格だったが、卒業後に整形をして今の姿に生まれ変わった。更に性格も一変してハイテンションになっている。語尾が「〜りんご」となるが、真面目なトーンの時はならない。
カラス
声 - 吉田有里、おついち

ハワイガン
声 - 豊永利行
アニメ第7話にて、オオハシの幼馴染として登場する。
小学校時代はオオハシに好きな女の子の前でからかわれたり、硬くなったパンを食わされ差し歯にさせられるなど散々な学生時代を過ごした。いい加減な性格で、ハワイでガイドを務める身でありながらダイアモンドヘッドやワイキキビーチを知らない。
兄者弟者
声 - 本人

ヒョウ
声 - 速水奨
トラ
声 - 大塚芳忠
アニメ第11話から登場したキャラクター。いずれもライオンの後輩で、関西弁で話す。
『タイガー&レオパード』に勤務しており、「シネマカフェプロジェクト」でライバル会社としてライオン達の前に現れた。以前、販売休止になってしまったプリンを誤ってライオンに食べられてしまったことを根に持っており、プロジェクトを利用して復讐しようと考える。

## 書誌情報
- ガム『アフリカのサラリーマン』 KADOKAWA〈MFC ジーンピクシブシリーズ〉、既刊4巻（2019年9月27日現在）
  1. 2015年5月27日発売、ISBN 978-4-04-067638-8
  2. 2016年3月26日発売、ISBN 978-4-04-068159-7
  3. 2018年1月27日発売、ISBN 978-4-04-069619-5
  4. 2019年9月27日発売、ISBN 978-4-04-064035-8

## Webアニメ
2017年6月よりアプリ「タテアニメ」にて配信された。

### スタッフ（Web）
- 原作 - ガム[4]
- 絵コンテ・演出 - 横山和基[4]
- 音響監督 - 小泉紀介[4]
- 音響効果 - 稲田祐介[4]
- 編集 - 窪田和光[4]
- アニメーション制作 - Production I.G[4]
- 製作 - タテアニメ

### 各話リスト（Web）
| 話数 | サブタイトル       | サブタイトル       | 配信日         |
| ---- | ------------------ | ------------------ | -------------- |
| 01話 | アフリカの痴漢     | 【前編】           | 2017年 6月19日 |
| 02話 | アフリカの痴漢     | 【後編】           | 6月20日        |
| 03話 | ライオンがいる会社 | ライオンがいる会社 | 6月21日        |
| 04話 | アフリカの社畜     | 【前編】           | 6月22日        |
| 05話 | アフリカの社畜     | 【後編】           | 6月23日        |
| 06話 | アフリカの怖いもの | アフリカの怖いもの | 6月26日        |
| 07話 | アフリカの一芸     | 【前編】           | 6月27日        |
| 08話 | アフリカの一芸     | 【後編】           | 6月28日        |
| 09話 | アフリカのお花見   | 【前編】           | 6月29日        |
| 10話 | アフリカのお花見   | 【後編】           | 6月30日        |

## テレビアニメ
2019年10月から12月までTOKYO MXほかにて放送された。

### スタッフ
- 原作 - ガム（KADOKAWA / MFCジーンピクシブシリーズ）[5]
- 監督・絵コンテ・総作画監督・美術設定・美術監督・色彩設計・撮影監督 - 畳谷哲也[5]
- シリーズ構成・脚本 - 百瀬祐一郎[5]
- キャラクターデザイン - HOTZIPANG、pHスタジオ[5]
- オリジナルキャラクターデザイン・プロップデザイン・アニメーション制作 - HOTZIPANG[5]
- 3DCGディレクター - 坂本渉太[5]
- 編集 - 柳圭介
- 音響監督 - 稲葉順一[5]
- 音響効果 - 白石唯果
- 音楽 - 山口たこ[5]
- 音楽プロデューサー - 齋藤滋
- 音楽制作 - ポニーキャニオン[5]
- プロデューサー - 倉兼千晶、德村憲一、mars、井上弘美、金庭こず恵、木村学、尾形光広
- 制作 - ANIMA & Co.
- アニメーションプロデューサー - 奥谷洋規[5]
- 製作 - AFRICAN OFFICE WORKER

### 主題歌
「Soul Flag」
下野紘によるオープニングテーマ。作詞はRUCCA、作曲・編曲は高橋諒。
「ホワイトカラーエレジー」
ライオン（大塚明夫）によるエンディングテーマ。作詞は松井五郎、作曲は秋葉広大、編曲は伊藤賢。
「いざ、はばたけ（合唱）」
第5話の「アフリカのコスト削減」中で使用された挿入歌。演出上クレジットでは「エンディングテーマ」となっている。歌唱は未クレジット。作詞は安藤紗々、作曲・編曲は山口たこ。

### 各話リスト
| 話数   | サブタイトル             | 演出                  | 作画監督                                      |
| ------ | ------------------------ | --------------------- | --------------------------------------------- |
| 第1話  | アフリカの痴漢           | 畳谷哲也              | Hüma Özaydınlık                               |
| 第2話  | アフリカの社畜           | 畳谷哲也              | Hüma Özaydınlık                               |
| 第3話  | アフリカのお花見         | 畳谷哲也 Kim Hyung il | Jeong Yeon soon Ahn Hyo jeong                 |
| 第4話  | アフリカのゆるふわキャラ | 畳谷哲也 Kim Hyung il | Jeong Yeon soon Ahn Hyo jeong                 |
| 第5話  | アフリカの就活           | 畳谷哲也              | Hüma Özaydınlık                               |
| 第6話  | アフリカの陰湿な同僚     | 畳谷哲也              | Hüma Özaydınlık                               |
| 第7話  | アフリカの社員旅行       | 畳谷哲也 Jang Hee kyu | Jeong Yeon soon Ahn Hyo jeong Joung Eun joung |
| 第8話  | アフリカの休暇明け       | 畳谷哲也              | Hüma Özaydınlık                               |
| 第9話  | アフリカの闇金くん       | 畳谷哲也 Kim Hyung il | Jeong Yeon soon Ahn Hyo jeong Choi Byung hee  |
| 第10話 | アフリカの実況者         | 畳谷哲也              | Hüma Özaydınlık                               |
| 第11話 | アフリカのBBQ            | 畳谷哲也              | Jeong Yeon soon Ahn Hyo jeong                 |
| 第12話 | アフリカのサラリーマン   | 畳谷哲也 Jang Hee kyu | Jeong Yeon soon Ahn Hyo jeong Choi Byung hee  |

### 放送局
| 放送期間                 | 放送時間                     | 放送局     | 対象地域 | 備考                      |
| ------------------------ | ---------------------------- | ---------- | -------- | ------------------------- |
| 2019年10月7日 - 12月23日 | 月曜 0:30 - 1:00（日曜深夜） | TOKYO MX   | 東京都   |                           |
|                          |                              | BS11       | 日本全域 | BS放送 / 『ANIME+』枠     |
|                          | 月曜 0:45 - 1:15（日曜深夜） | KBS京都    | 京都府   |                           |
|                          | 月曜 1:00 - 1:30（日曜深夜） | サンテレビ | 兵庫県   |                           |
| 2019年10月9日 - 12月25日 | 水曜 3:05 - 3:35（火曜深夜） | テレビ愛知 | 愛知県   |                           |
|                          | 水曜 23:00 - 23:30           | AT-X       | 日本全域 | CS放送 / リピート放送あり |

| 配信開始日     | 配信時間       | 配信サイト |
| -------------- | -------------- | --- |
| 2019年10月7日  | 月曜 0:00 更新 | dアニメストア |
| 2019年10月10日 | 木曜 0:30 更新 | AbemaTV |
| 2019年10月14日 | 月曜 1:00 更新 | niconico （ ニコニコ生放送 / ニコニコチャンネル ） GYAO! ひかりTV フジテレビオンデマンド バンダイチャンネル Hulu J:COMオンデマンド ビデオパス アニメ放題 U-NEXT Amazon Rakuten TV DMM.com ビデオマーケット HAPPY!動画 ムービーフルplus |

### BD / DVD
| 巻 | 発売日        | 収録話         | 規格品番  | 規格品番   |
| 巻 | 発売日        | 収録話         | BD        | DVD        |
| -- | ------------- | -------------- | --------- | ---------- |
| 上 | 2020年1月24日 | 第1話 - 第6話  | KAXA-7851 | KABA-10811 |
| 下 | 2020年2月26日 | 第7話 - 第12話 | KAXA-7852 | KABA-10812 |

### Webラジオ
ライオン役の大塚明夫、トカゲ役の津田健次郎（奇数回）、オオハシ役の下野紘（偶数回）によるWebラジオ『TVアニメ「アフリカのサラリーマン」社畜のみなさんの為のラジオです』が、2019年10月4日から2020年1月24日まで音泉にて隔週金曜に配信。

### 朗読劇
『朗読劇「アフリカのサラリーマン」〜アフリカの株主総会〜』が、2020年2月15日・16日に山野ホールを会場に公演された。 脚本・演出は川尻恵太（SUGARBOY）。キャストはテレビアニメ版と変わりなく、詳しくは#登場人物を参照。

## その他
「アグレッシブ烈子」とのコラボムービーが製作されている。ムービーの内容は烈子たちがアフリカ商事へビジネス交流会のために訪れ、その中で繰り広げられる1日の様子を展開したもの。
「戦国パズル!!あにまる大合戦」とのコラボキャラとしてライオンが登場している。